# روماريو بيريس
روماريو بيريس (بالبرتغالية: Romário Santos Pires) هو لاعب كرة قدم برازيلي في مركز الوسط، ولد في 16 يناير 1989 في ريو دي جانيرو في البرازيل. لعب مع مكابي بتاح تكفا ومكابي حيفا ومكابي نتانيا ونادي أسترا جورجو ونادي أولاريا أتلتيكو ونادي بترولول بلويشتي ونادي فيتورول كونستانتا.

## وصلات خارجية
- روماريو بيريس على موقع قاعدة بيانات كرة القدم.إي يو (الإنجليزية)
- روماريو بيريس على موقع Soccerway.com (الإنجليزية)
- روماريو بيريس على موقع عالم كرة القدم.نت (الإنجليزية)